# 刘弘泽
劉弘泽（？—944年10月26日），十国南漢初代高祖皇帝劉龑的第八子。
南漢高祖劉龑有19子，劉弘泽为第八子。生母不詳。大有五年（932年），劉弘泽被封为镇王。劉弘泽为雄武节度使，镇守邕州，有善政。劉龑的第四子南汉第三代皇帝中宗劉晟即位，非常猜忌他。乾和二年（944年）据报凤凰出现在邕州，劉晟大怒，十月初七，派人赐毒杀死劉弘泽，对外宣称劉弘泽暴卒。